# 保护病毒纲
保护病毒纲（学名：Tectiliviricetes）为质粒前体病毒门的一个纲。

## 下级分类
本科包括以下属：
- Belfryvirales
- 卡拉马病毒目 Kalamavirales
- 羅韋病毒目 Rowavirales
- 比尼亚病毒目 Vinavirales

目的地位未定的科：
- 奥托吕科斯病毒科 Autolykiviridae